# Novhorodka (huyện)
Huyện Novhorodka (tiếng Ukraina: Новгородківський район, chuyển tự: Novhorodkas'kyi raion) là một huyện của tỉnh Kirovohrad thuộc Ukraina. Huyện Novhorodka có diện tích 997 km², dân số theo điều tra dân số ngày 5 tháng 12 năm 2001 là 19009 người với mật độ 19 người/km2. Trung tâm huyện nằm ở Novhorodka.